# Ahn Byung-keon
Ahn Byung-keon (안병건?; Seul, 8 dicembre 1988) è un ex calciatore sudcoreano, di ruolo difensore.

## Carriera
In carriera ha giocato 7 partite nelle coppe asiatiche, di cui 2 per la AFC Champions League e 5 per la Coppa dell'AFC, tutte con il Bali Utd.